# Ferrari 126 CK
Ferrari 126 CK – samochód Formuły 1 zaprojektowany przez Antoniego Tomainiego i skonstruowany przez Ferrari. Samochód był używany w sezonach 1981–1984. Ferrari 126 CK był napędzany przez jednostki Ferrari.
Do sezonu 1984 używane były kolejne wersje samochodu: 126 C2, 126 C2B, 126 C3 i 126 C4 zaprojektowane przez Mauro Forghieriego.

## Wyniki
| Legenda oznaczeń w tabelach wyników Wyświetl szablon na nowej stronie | Legenda oznaczeń w tabelach wyników Wyświetl szablon na nowej stronie                                                                     |
| Oznaczenie                                                            | Wyjaśnienie |
| --------------------------------------------------------------------- | --- |
| Złoty                                                                 | Zwycięzca lub mistrzostwo |
| Srebrny                                                               | 2. miejsce lub wicemistrzostwo |
| Brązowy                                                               | 3. miejsce lub II wicemistrzostwo |
| Zielony                                                               | Ukończył, punktował (w klasyfikacji generalnej, gdy zdobył co najmniej jeden punkt na przestrzeni sezonu, poza trzema powyższymi opcjami) |
| Niebieski                                                             | Ukończył, nie punktował (w klasyfikacji generalnej, gdy nie zdobył co najmniej jednego punktu na przestrzeni sezonu)                      |
| Czerwony                                                              | Nie zakwalifikował się (NZ) |
| Czerwony                                                              | Nie prekwalifikował się (NPK) |
| Różowy                                                                | Nie ukończył (NU) |
| Różowy                                                                | Niesklasyfikowany (NS) (w klasyfikacji generalnej, gdy nie został sklasyfikowany w żadnym wyścigu sezonu)                                 |
| Czarny                                                                | Zdyskwalifikowany (DK) |
| Czarny                                                                | Wykluczony (WYK/EX) |
| Biały                                                                 | Nie wystartował (NW) |
| Biały                                                                 | Kontuzjowany (K/INJ) |
| Biały                                                                 | Wyścig odwołany (OD/C) |
| Bez koloru                                                            | Został wycofany (WYC/WD) |
| Bez koloru                                                            | Nie przybył (NP/DNA) |
| Bez koloru                                                            | Nie brał udziału w treningach (NT/DNP) |
| Bez koloru                                                            | Nie został zgłoszony (–) |
| Pogrubienie                                                           | Start z pole position |
| Kursywa                                                               | Najszybsze okrążenie wyścigu |
| †                                                                     | Nie ukończył, ale jego rezultat został zaliczony ze względu na przejechanie więcej niż 90% dystansu wyścigu.                              |
| *                                                                     | Sezon w trakcie |
| 1/2/3                                                                 | Punktowana pozycja w sprincie kwalifikacyjnym                                                                                             |
| Lista systemów punktacji Formuły 1                                    | |

| Sezon | Zespół                     | Silnik  | Kierowcy          | Wyniki w poszczególnych eliminacjach | Wyniki w poszczególnych eliminacjach | Wyniki w poszczególnych eliminacjach | Wyniki w poszczególnych eliminacjach | Wyniki w poszczególnych eliminacjach | Wyniki w poszczególnych eliminacjach | Wyniki w poszczególnych eliminacjach | Wyniki w poszczególnych eliminacjach | Wyniki w poszczególnych eliminacjach | Wyniki w poszczególnych eliminacjach | Wyniki w poszczególnych eliminacjach | Wyniki w poszczególnych eliminacjach | Wyniki w poszczególnych eliminacjach | Wyniki w poszczególnych eliminacjach | Wyniki w poszczególnych eliminacjach | Wyniki w poszczególnych eliminacjach | Wyniki kierowców | Wyniki kierowców | Wyniki konstruktora | Wyniki konstruktora |
| 1981  |                            |         |                   | Stany Zjednoczone                    | Brazylia                             | Argentyna                            | San Marino                           | Belgia                               | Monako                               |                                      | Francja                              | Wielka Brytania                      | Niemcy                               | Austria                              | Holandia                             | Włochy                               | Kanada                               | Stany Zjednoczone                    |                                      | Pkt.             | Msc.             | Pkt.                | Msc.                |
| ----- | -------------------------- | ------- | ----------------- | ------------------------------------ | ------------------------------------ | ------------------------------------ | ------------------------------------ | ------------------------------------ | ------------------------------------ | ------------------------------------ | ------------------------------------ | ------------------------------------ | ------------------------------------ | ------------------------------------ | ------------------------------------ | ------------------------------------ | ------------------------------------ | ------------------------------------ | ------------------------------------ | ---------------- | ---------------- | ------------------- | ------------------- |
| 1981  | Scuderia Ferrari SpA SEFAC | Ferrari | Gilles Villeneuve | NU                                   | NU                                   | NU                                   | 7                                    | 4                                    | 1                                    | 1                                    | NU                                   | NU                                   | 10                                   | NU                                   | NU                                   | NU                                   | 3                                    | DK                                   |                                      | 25               | 7                | 34                  | 5                   |
| 1981  | Scuderia Ferrari SpA SEFAC | Ferrari | Didier Pironi     | NU                                   | NU                                   | NU                                   | 5                                    | 8                                    | 4                                    | 15                                   | 5                                    | NU                                   | NU                                   | 9                                    | NU                                   | 5                                    | NU                                   | 9                                    |                                      | 9                | 13               | 34                  | 5                   |
| 1982  |                            |         |                   |                                      | Brazylia                             | Stany Zjednoczone                    | San Marino                           | Belgia                               | Monako                               | Stany Zjednoczone                    | Kanada                               | Holandia                             | Wielka Brytania                      | Francja                              | Niemcy                               | Austria                              | Szwajcaria                           | Włochy                               | Stany Zjednoczone                    | Pkt.             | Msc.             | Pkt.                | Msc.                |
| 1982  | Scuderia Ferrari SpA SEFAC | Ferrari | Gilles Villeneuve | NU                                   | NU                                   | DK                                   | 2                                    | NW                                   | –                                    | –                                    | –                                    | –                                    | –                                    | –                                    | –                                    | –                                    | –                                    | –                                    | –                                    | 6                | 15               | 74                  | 1                   |
| 1982  | Scuderia Ferrari SpA SEFAC | Ferrari | Didier Pironi     | 18                                   | 6                                    | NU                                   | 1                                    | NW                                   | 2                                    | 3                                    | 9                                    | 1                                    | 2                                    | 3                                    | NW                                   | –                                    | –                                    | –                                    | –                                    | 39               | 2                | 74                  | 1                   |
| 1982  | Scuderia Ferrari SpA SEFAC | Ferrari | Patrick Tambay    | –                                    | –                                    | –                                    | –                                    | –                                    | –                                    | –                                    | –                                    | 8                                    | 3                                    | 4                                    | 1                                    | 4                                    | NW                                   | 2                                    | NW                                   | 25               | 7                | 74                  | 1                   |
| 1982  | Scuderia Ferrari SpA SEFAC | Ferrari | Mario Andretti    | –                                    |                                      | –                                    | –                                    | –                                    | –                                    | –                                    | –                                    | –                                    | –                                    | –                                    | –                                    | –                                    | –                                    | 3                                    | NU                                   | 4                | 19               | 74                  | 1                   |
| 1983  |                            |         |                   | Brazylia                             | Stany Zjednoczone                    | Francja                              | San Marino                           | Monako                               | Belgia                               | Stany Zjednoczone                    | Kanada                               | Wielka Brytania                      | Niemcy                               | Austria                              | Holandia                             | Włochy                               | Unia Europejska                      |                                      |                                      | Pkt.             | Msc.             | Pkt.                | Msc.                |
| 1983  | Scuderia Ferrari SpA SEFAC | Ferrari | Patrick Tambay    | 5                                    | NU                                   | 4                                    | 1                                    | 4                                    | 2                                    | NU                                   | 3                                    | 3                                    | NU                                   | NU                                   | 2                                    | 4                                    | NU                                   | NU                                   |                                      | 40               | 4                | 89                  | 1                   |
| 1983  | Scuderia Ferrari SpA SEFAC | Ferrari | René Arnoux       | 10                                   | 3                                    | 7                                    | 3                                    | NU                                   | NU                                   | NU                                   | 1                                    | 5                                    | 1                                    | 2                                    | 1                                    | 2                                    | 9                                    | NU                                   |                                      | 49               | 3                | 89                  | 1                   |
| 1984  |                            |         |                   | Brazylia                             |                                      | Belgia                               | San Marino                           | Francja                              | Monako                               | Kanada                               | Stany Zjednoczone                    | Stany Zjednoczone                    | Wielka Brytania                      | Niemcy                               | Austria                              | Holandia                             | Włochy                               | Unia Europejska                      | Portugalia                           | Pkt.             | Msc.             | Pkt.                | Msc.                |
| 1984  | Scuderia Ferrari SpA SEFAC | Ferrari | René Arnoux       | NU                                   | NU                                   | 3                                    | 2                                    | 4                                    | 3                                    | 5                                    | NU                                   | 2                                    | 6                                    | 6                                    | 7                                    | 11                                   | NU                                   | 5                                    | 9                                    | 27               | 6                | 57,5                | 2                   |
| 1984  | Scuderia Ferrari SpA SEFAC | Ferrari | Michele Alboreto  | NU                                   | 11                                   | 1                                    | NU                                   | NU                                   | 6                                    | NU                                   | NU                                   | NU                                   | 5                                    | NU                                   | 3                                    | NU                                   | 2                                    | 2                                    | 4                                    | 30,5             | 4                | 57,5                | 2                   |